# André Couto
André Couto, född 14 december 1976 i Lissabon, är en macaosk racerförare. 
Couto tävlade i Formel 3000 1998-2000 och kom som bäst på tredje plats i ett enskilt lopp och på elfte plats totalt. Han lyckades dock vinna det prestigefyllda formel 3-loppet Macaos Grand Prix 2000.
Couto har därefter kört i Telefónica World Series, ETCC och i olika asiatiska racingserier. 2005 körde han i Japan Super GT.  Han fick också köra det sista loppet i WTCC 2005 i en Alfa Romeo, men fick då bryta från ledning efter att ha blivit pressad av banan av Andy Priaulx.